# Ławin
Ławin [ˈwavin] (tiếng Đức: Heller) là một khu định cư ở khu hành chính của Gmina Nowogródek Pomorski, thuộc hạt Myślibórz, West Pomeranian Voivodeship, ở phía tây bắc Ba Lan. Nó nằm khoảng 6 kilômét (4 mi) về phía đông nam của Nowogródek Pomorski, 17 km (11 mi) phía đông Myślibórz và 68 km (42 mi) về phía đông nam của thủ đô khu vực Szczecin.
Trước năm 1945, khu vực này là một phần của Đức. Đối với lịch sử của khu vực, xem Lịch sử của Pomerania.